# Ponte di Legno
Ponte di Legno es una localidad y comune italiana de la provincia de Brescia, región de Lombardía, con 1797 habitantes.

## Evolución demográfica
| Gráfica de evolución demográfica de Ponte di Legno entre 1861 y 2001 |
|                                                                      |
| Fuente ISTAT - elaboración gráfica de Wikipedia                      |